# Ariel Motors Ltd
Ariel Motor Company Ltd est une entreprise britannique de fabrication de véhicules automobiles à faible volume basée à Crewkerne, dans Somerset, Angleterre,.